# Machon Meir

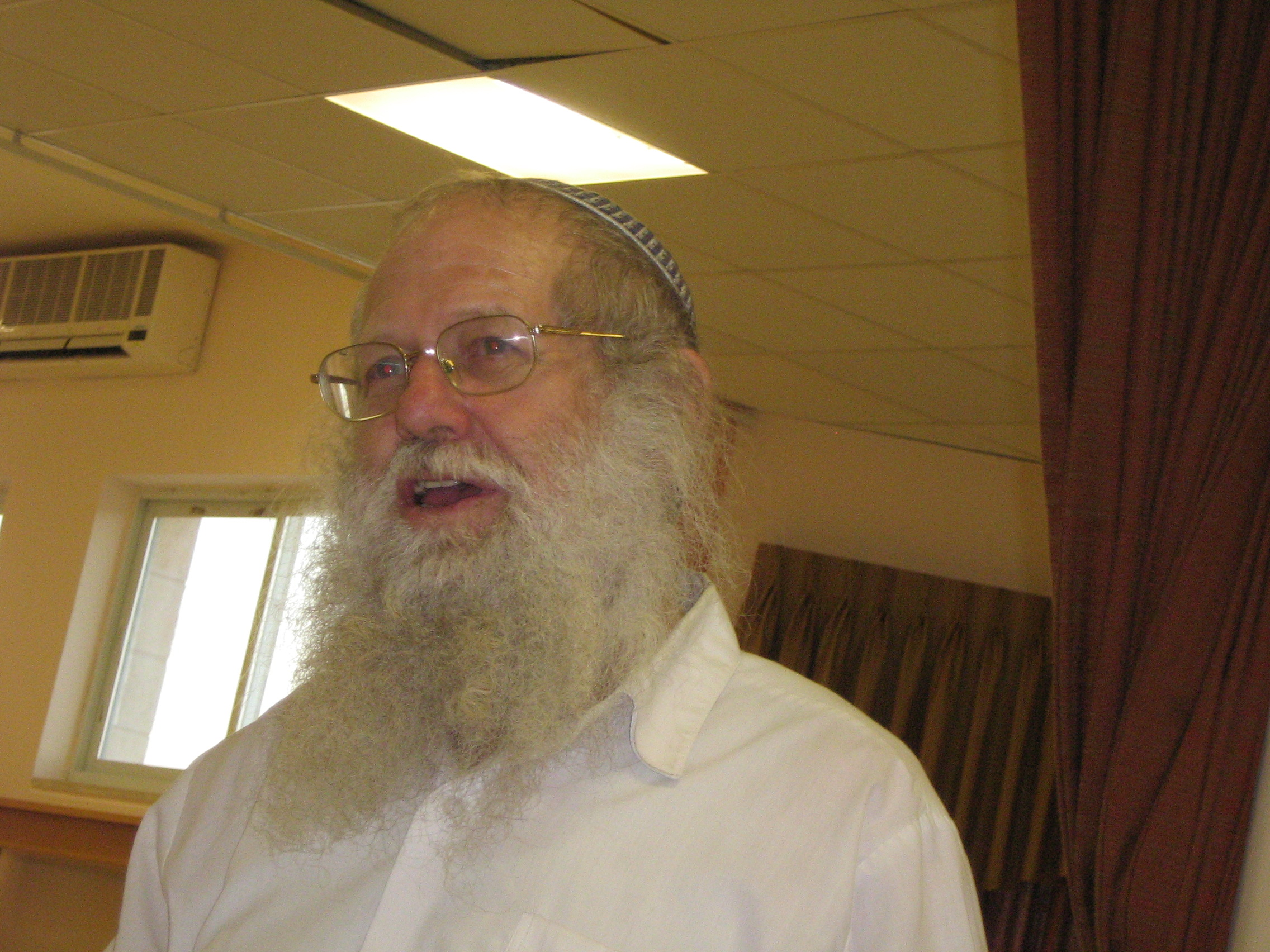
Rabino Dov Bigon, o Rosh Yeshivá, ou diretor do Machon Meir

Machon Meir (em hebraico: מכון מאיר) é uma organização religiosa associada à linha sionista e uma yeshivá situada no bairro de Kiryat Moshe, em Jerusalém, perto de Givat Shaul. Machon Meir é uma das maiores organizações de divulgação do Judaísmo em Israel. Está fortemente associado com a linha do Sionismo religioso e o movimento dos colonos.

## História e Ideologia
Machon Meir foi fundada logo após a Guerra do Yom Kippur, em 1973, pelo rabino Dov Bigon. O Rabino Bigon foi educado na yeshivá Mercaz Harav sob a direção do Rabino Zvi Yehuda Kook. Apesar de o Machon Meir não ser oficialmente afiliado com Mercaz Harav, os dois têm ideologias semelhantes.
Machon Meir foi fundada como uma yeshivá ao alcance de todos. Como tal, é voltada para alunos que não receberam uma educação formal judaica ou com pouco conhecimento da língua hebraica. Como parte da sua ideologia, o Machon Meir incentiva a plena participação na sociedade israelense e nas Forças de Defesa de Israel.

## Programas

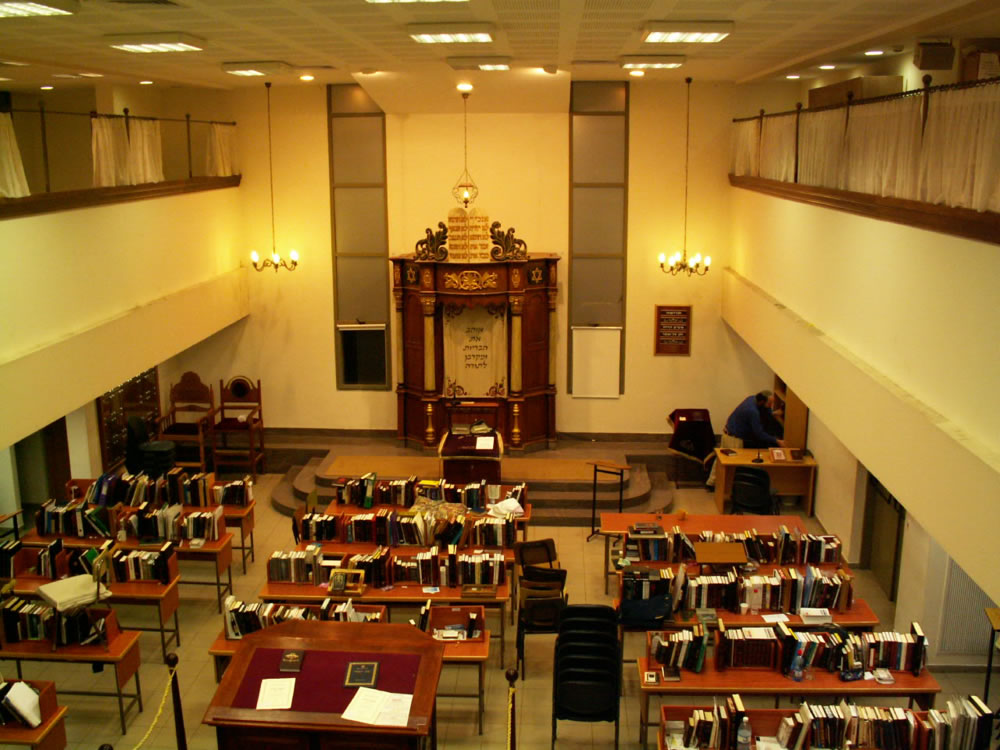
O Beit Midrash do Machon Meir

A yeshivá Machon Meir oferece a tempo integral programas de estudo intensivo para jovens judeus de todas as origens e níveis de conhecimento em: hebraico, inglês, francês, espanhol/português e russo. As áreas de estudo incluem a Bíblia Hebraica, o Talmud, os escritos do rabino Abraham Isaac Kook, história judaica, Mussar, filosofia judaica e um Ulpan ou curso de hebraico.
O Machon Meir também é um destino comum para jovens não-judeus de todo o mundo interessados em se converter ao Judaísmo.